# Weydig
Weydig (Luxemburgs: Weidig) is een plaats in de gemeente Biwer en het kanton Grevenmacher in Luxemburg.

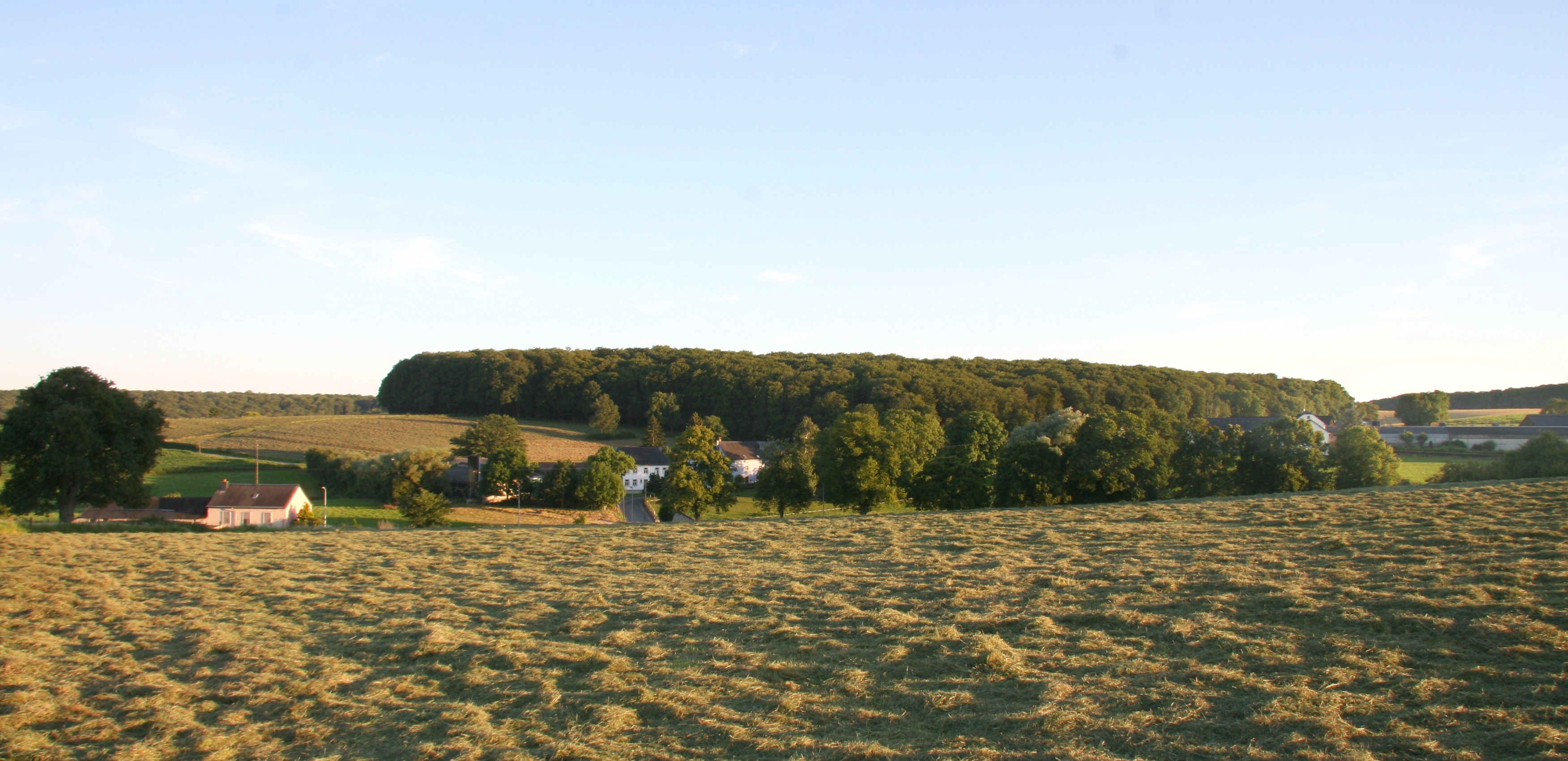
Weydig

Weydig telt 25 inwoners (2001).